# オスカー・デ・ラ・ホーヤ対フェリックス・シュトルム戦
オスカー・デ・ラ・ホーヤ 対 フェリックス・シュトルム戦（オスカー・デ・ラ・ホーヤ たい フェリックス・シュトルムせん、別名Collision Course）は、2004年6月5日にアメリカ合衆国ネバダ州ラスベガスのMGMグランド・ガーデン・アリーナで開催されたプロボクシングの試合。元WBA・WBC世界スーパーウェルター級統一王者のオスカー・デ・ラ・ホーヤと、WBO世界ミドル級王者のフェリックス・シュトルム対戦したタイトルマッチ。興行はトップランクとゴールデンボーイ・プロモーションズとの合同興行として行われHBOがペイ・パー・ビューで放送した。

## 試合までの経緯
2001年6月23日、デ・ラ・ホーヤがWBC世界スーパーウェルター級王者ハビエル・カスティリェホ（スペイン）に挑み、スピードとテクニックで王者を圧倒し12回判定勝ちを収めシュガー・レイ・レナード、トーマス・ハーンズに続く史上3人目の5階級制覇に成功した。
2002年9月14日、ミケロブ・ウルトラ・アリーナでデ・ラ・ホーヤがWBA世界スーパーウェルター級王者フェルナンド・バルガス（アメリカ）と王座統一戦。両者の意地がぶつかり合ったハイレベルの打ち合いは、11回にダウンを奪ったデ・ラ・ホーヤが怒濤のラッシュで試合を決めTKO勝ち。王座を統一した。また試合後にバルガスからは薬物検査で陽性反応が確認された。
2003年5月3日、ミケロブ・ウルトラ・アリーナでデ・ラ・ホーヤが元IBF世界スーパーウェルター級王者ルイス・ラモン・カンパス（メキシコ）と対戦し、7回2分54秒TKO勝ちを収めWBA王座は初、WBC王座は2度目となる防衛にそれぞれ成功した。
しかし2003年9月13日、MGMグランド・ガーデン・アリーナでデ・ラ・ホーヤがシェーン・モズリーと3年2ヶ月振りに再戦したが12回0-3（3者共113-115）の判定負けを喫し、両王座から陥落した。
2003年9月13日、シュトルムが当初予定されていた挑戦者が負傷したために代役として初の世界挑戦。ベルリンのエストレル・コンベンションセンターでWBO世界ミドル級王者ハビエル・ベラスコ（アルゼンチン）と対戦し、12回2-1（115-113、116-112、113-115）の判定勝ちを収め王座を獲得した。
2004年2月17日、デ・ラ・ホーヤがミドル級に転向を表明しWBO王者シュトルムとの対戦を発表、デ・ラ・ホーヤが勝てばの条件付きでWBA・WBC・IBF王者のバーナード・ホプキンスとの史上初めての4団体王座統一戦を行う事でホプキンスとも基本合意し、ホプキンスが過去に2度IBFでの指名試合で対戦している元IBF世界ミドル級暫定王者のロバート・アレンとIBFで3度目の指名試合をセミファイナルに起用しホプキンスとデ・ラ・ホーヤ両者が勝つ事を条件に年内開催予定の4団体王座統一戦を開催する事を発表した。

## 試合
2004年6月5日、MGMグランド・ガーデン・アリーナでWBO王者シュトルムとデ・ラ・ホーヤによるタイトルマッチが行われ、デ・ラ・ホーヤが12回3-0（3者共115-113）の判定勝ちを収め史上初の世界6階級制覇を達成した。一方セミファイナルで行われたWBA・WBC・IBF王者のホプキンスと3度目のIBFの指名挑戦者となったアレンとの第3戦も行われ、ホプキンスが5回にアレンのローブローでの減点と7回にダウンを奪い12回3-0（2者が119-107、117-109）の判定勝ちを収めIBF王座はミドル級での最多防衛記録を更に更新する18度目、WBA王座は4度目、WBC王座は5度目の防衛に成功。デ・ラ・ホーヤがリング上でホプキンスと向かい合い史上初の4団体王座統一戦開催をアピールした。

## 試合カード
^Note 1 WBO世界ミドル級タイトルマッチ
^Note 2 WBA・WBC・IBF世界ミドル級タイトルマッチ
^Note 3 WBC世界ライト級王座決定戦・リングマガジン世界ライト級王座決定戦